# Homorthodes fractura
Homorthodes fractura är en fjärilsart som beskrevs av Smith 1906. Homorthodes fractura ingår i släktet Homorthodes och familjen nattflyn. Inga underarter finns listade i Catalogue of Life.